# RU-27

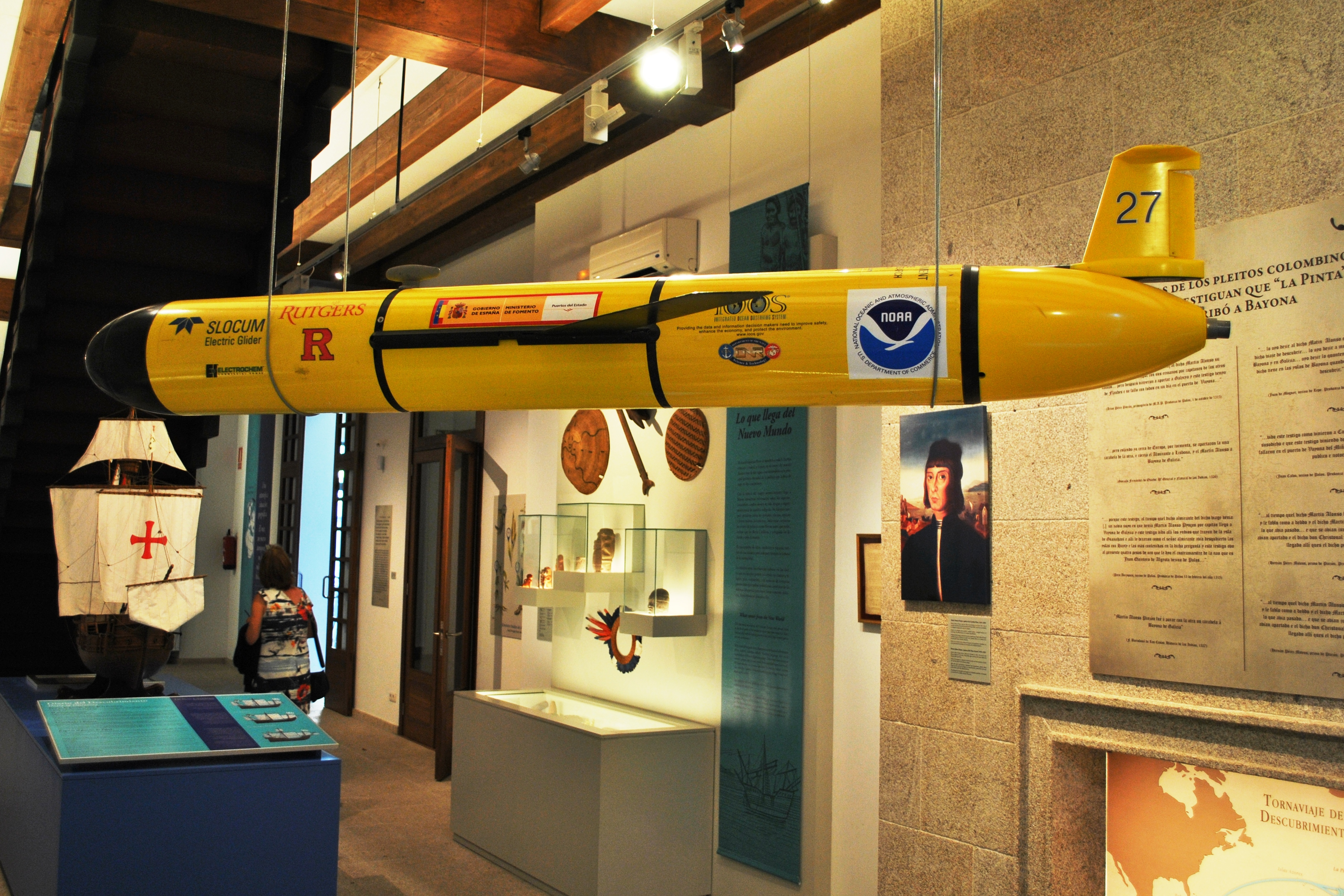
RU-27 à Baiona.

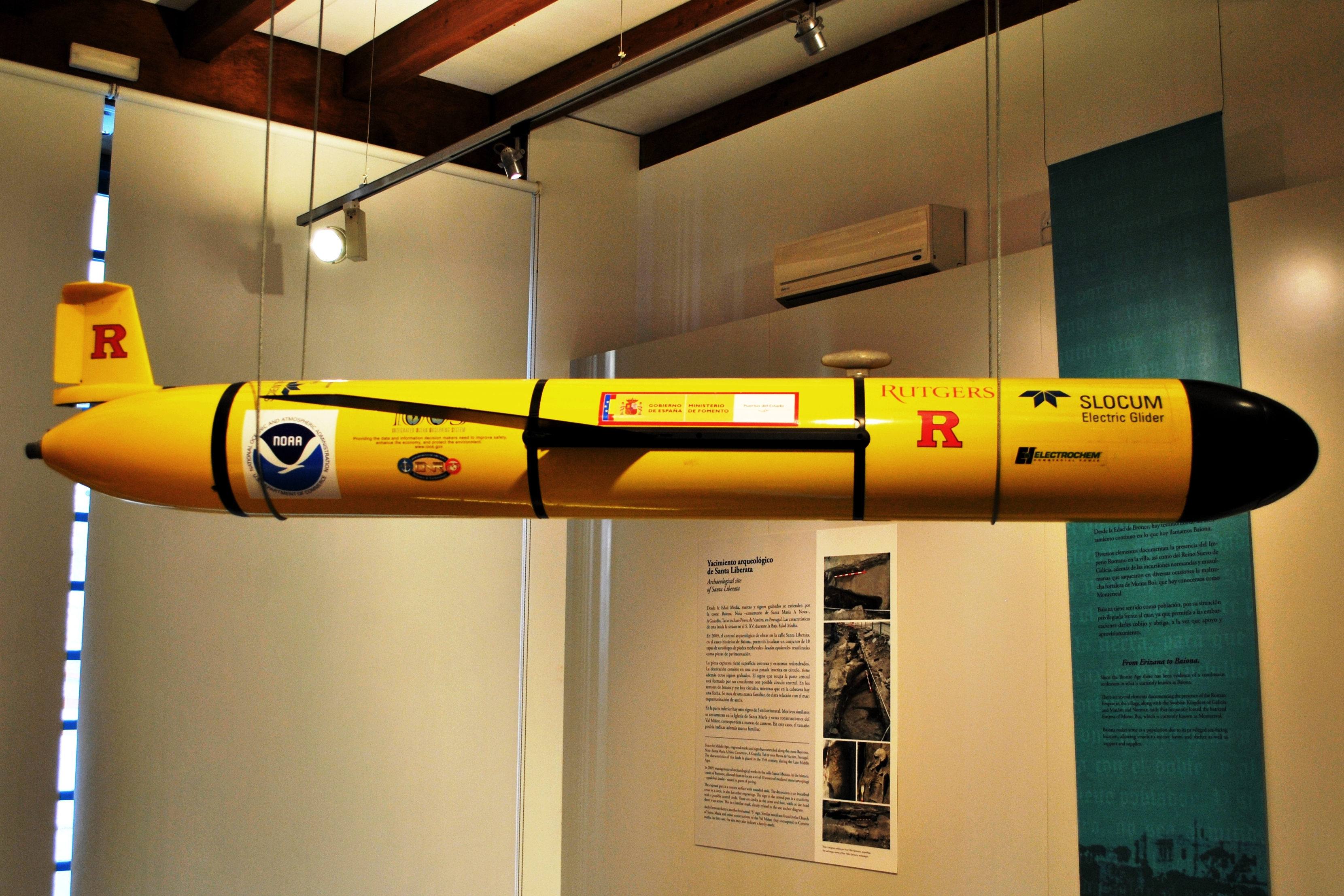

Le RU-27, surnommé Scarlet Knight en hommage au club sportif Scarlet Knights de Rutgers, est un robot sous-marin autonome expérimental américain – un planeur sous-marin modifié – exploité par des océanographes de l'Université Rutgers. Le Scarlet Knight est le premier robot sous-marin à traverser l'océan Atlantique. Il a complété un périple de 221 jours en décembre 2009.